# Выборы главы Чеченской Республики (1995)
Выборы главы Чеченской Республики 1995 года прошли 17 декабря, одновременно с выборами в Государственную думу. Главой республики был избран Доку Завгаев.

## Подготовка к выборам
Вопреки законам Российской Федерации, но согласно решению Верховного Совета бывшей Чечено-Ингушетии (который был восстановлен в качестве временного органа власти Чечни), каждый избиратель мог проголосовать там, где ему удобно.
Сепаратисты с целью срыва выборов устроили ряд провокаций. За считанные часы до выборов была захвачена больница в Гудермесе. Одну из школ Грозного, где располагался избирательный участок, боевики забросали гранатами.

## Выборы
В выборах участвовали 50,34 % избирателей. Около 40 тысяч военнослужащих, дислоцировавшихся в Чечне, также приняли участие в голосовании.
Доку Завгаев получил 60 % голосов. Голоса политических партий распределились следующим образом:
1. Наш дом — Россия — 48 %;
2. Мусульманское движение «Нур» — 15,2 %;
3. КПРФ — 8,8 %;

Военный комиссар Чечни Ибрагим Сулейменов набрал наибольшее число голосов среди кандидатов в депутаты Государственной думы от Чечни — 38 %.
За ходом выборов следили 60 представителей ОБСЕ, а также 150 российских и международных наблюдателей. Серьёзных нарушений выявлено не было.
Согласно другим источникам, нарушения были многочисленными:
- избирательная кампания и голосования проходили в условиях ограничения прав и свобод, характерных для фактического чрезвычайного положения;
- в некоторых городах и сёлах действовал комендантский час;
- ряд дорог и населённых пунктов были блокированы силовыми структурами;
- граждане, их жильё и транспортные средства досматривались федералами;
- фактически отсутствовали списки избирателей;
- сотни тысяч избирателей находились за пределами республики;
- многие населённые пункты бойкотировали выборы;
- население не было информировано о местоположении избирательных участков;
- не было контроля за соблюдением избирательного законодательства;
- во время выборов был ограничен въезд и выезд из крупных населённых пунктов;
- сама должность главы Чеченской Республики не предусмотрена ни Конституцией РФ, ни Конституцией Чечни[4].

Представители ОБСЕ на время выборов выехали из Чечни и никто из международных наблюдателей за ходом выборов не следил.
Даже в Грозном на предвыборные мероприятия не могли попасть ни делегаты общественно-политических организаций, ни кандидаты. Некоторые российские корреспонденты утверждали, что смогли свободно проголосовать на различных избирательных участках. С 11 декабря в Грозный можно было попасть только по специальным пропускам.
6 декабря съезд общественно-политического движения «Союз народа за возрождение Республики», который возглавлял бывший председатель Верховного Совета России Руслан Хасбулатов — единственный реальный соперник Завгаева — был сорван: ехавшие на съезд делегаты из южных районов республики были задержаны на блок-постах. По этим причинам 9 декабря Руслан Хасбулатов отказался от участия в выборах.
На 10 декабря в Грозном был запланирован съезд духовных и светских лидеров Чечни. Но многие делегаты не смогли на него попасть и съезд был сорван.

## Последующие события
6 августа 1996 года боевики вошли в Грозный. 31 августа были подписаны Хасавюртовские соглашения, положившие конец первой чеченской войне. В результате данных событий Доку Завгаев вынужден был покинуть Чечню, а в марте 1997 года он был назначен послом в Танзании.